# Albondón
Albondón là một đô thị trong tỉnh Granada, Tây Ban Nha. Theo điều tra dân số 2005 (INE), đô thị này có dân số là 929 người.
36°49′B 3°12′T / 36,817°B 3,2°T